# Orthemis regalis
Orthemis regalis är en trollsländeart som beskrevs av Friedrich Ris 1910. Orthemis regalis ingår i släktet Orthemis och familjen segeltrollsländor. IUCN kategoriserar arten globalt som livskraftig. Inga underarter finns listade i Catalogue of Life.